# Semión Krivoshéin
Semión Moiséievich Krivoshéin (en ruso: Семён Моисеевич Кривошеин; Vorónezh, Imperio ruso 16 de noviembrejul./ 28 de noviembre de 1899greg. - Moscú, Unión Soviética 16 de septiembre de 1978) fue un comandante soviético de tanques, que llegó al grado de teniente general de las tropas blindadas y fue nombrado Héroe de la Unión Soviética, jugó un papel de vital importancia en la Segunda Guerra Mundial, reformando las fuerzas blindadas del Ejército Rojo y en la trascendental derrota de los Panzer alemanes en la Batalla de Kursk.

## Biografía

### Infancia y juventud
Semión Krivoshéin nació el 28 de noviembre de 1899, en la ciudad de Vorónezh perteneciente a la gobernación de Vorónezh (Imperio ruso), en el seno de una familia judía dueña de una tienda artesanal y en 1917 se graduó en un gymnasium de Rusia para una educación de élite. Al igual que muchos laicos judíos rusos de su generación, fue cautivado por los bolcheviques, atraído por las promesas de un mundo perfecto y de justicia social, y en 1918 se alistó en el Ejército Rojo para luchar contra el Movimiento Blanco en la guerra civil rusa, con vistas a entrar en el famoso 1.er Ejército de Caballería de Semión Budionni.

### Periodo de entreguerras
Después del final de la guerra civil, en 1921, se quedó en el ejército. Con la incorporación en las fuerzas blindadas del Ejército Rojo, fue elegido entre los oficiales de caballería con más talento para dominar el nuevo tipo de arma. Fue enviado a estudiar en la prestigiosa Academia Militar Frunze, donde se graduó en 1931 sirviendo posteriormente, en las tropas mecanizadas, como comandante de un regimiento mecanizado.
En 1936 se ofreció como voluntario para luchar en España al lado de los republicanos y en contra de los sublevados del general Francisco Franco, que fue apoyado durante la guerra civil española tanto por la  Italia fascista como por la Alemania nazi. Krivoshéin recibió el honor de convertirse en el primer comandante de tanques soviéticos en España después de su llegada junto a un pequeño grupo de voluntarios soviéticos y tanques ligeros T-26 al puerto republicano de Cartagena en octubre de 1936. Aquí participó en la operación de carga de los buques que se llevaron el llamado Oro de Moscú.
En noviembre de 1936, comandó las fuerzas de tanques del ejército republicano en la batalla de Madrid ganando elogios por su actuación. Aunque la pequeña fuerza de tanques, compuesta de una sola brigada, no pudo detener la ofensiva de Franco, sus audaces acciones sirvieron para reforzar la moral de los republicanos.
Después de regresar a la URSS en julio de 1937, fue nombrado comandante de la 8.º brigada mecanizada independiente (distrito militar de Kiev), que en octubre se transformó en la 8.ª Brigada de Tanques Independiente, después de lo cual fue reasignada al distrito militar de Bielorrusia.
En el verano de 1938, siguiendo las instrucciones del mariscal de la Unión Soviética Kliment Voroshílov, Krivoshéin fue enviado al área de la batalla del lago Jasán como representante de la comisión para investigar las causas de las hostilidades fallidas. Después de regresar de un viaje de servicio, fue designado nuevamente para el puesto de comandante de la 8.ª Brigada de tanques Independiente.

### Invasión soviética de Polonia
Tras la firma del Pacto Ribbentrop-Mólotov en agosto de 1939, la  Alemania y la Unión Soviética se aliaron como co-beligerantes en la guerra por los territorios de la más débil República de Polonia. Las negociaciones de Stalin sobre la no-agresión y un entendimiento mutuo entre las diplomacias de Alemania y la URSS se habían dirigido tácitamente, a través del Protocolo Adicional Secreto del Pacto así como el Tratado Germano-Soviético de Amistad, Cooperación y Demarcación, a retomar lo que había sido conseguido por Polonia gracias al Tratado de Riga durante la guerra civil rusa en 1921.
En una breve e inesperada campaña de invasión, la Unión Soviética atacó a Polonia el 17 de septiembre de 1939. Los polacos ya estaban luchando contra la previa invasión alemana desde el 1 de septiembre. Krivoshéin ocupará el mando de la 29.ª Brigada de tanques ligeros con el 4.º ejército de Vasili Chuikov. Mientras los líderes de Polonia habían concentrado para entonces sus fuerzas en el oeste y el mando polaco había decidido ofrecer solo una mínima resistencia en el este, con el fin de responder mejor a los devastadores ataques de los avances de la Alemania nazi contra la zona occidental de Polonia y al rápido avance alemán hacia Varsovia, cuyo asedio había comenzado el 16 de septiembre, justo antes del inicio de los ataques de los soviéticos al día siguiente. La campaña transcurrió relativamente sin problemas para las tropas hasta el encuentro con los alemanes en Brest-Litovsk. Al cabo de dos semanas los soviéticos tomaron más de 250.000 prisioneros de guerra polacos.
Debido a su rápido avance, el ejército alemán había ocupado algunos elementos más allá de la línea de demarcación de las fuerzas alemanas acordada entre los alemanes y los soviéticos, llevando a encontrarse cara a cara los dos ejércitos, uno contra el otro, al este del río Bug Meridional. El encuentro fue inesperado, y las fuerzas alemanas y soviéticas se enfrentaron en varios ataques y contraataques menores unos contra otros a lo largo de la región del Bug.
Al penetrar en la región de Bug, hacia la ciudad de Brest-Litovsk, Krivoshéin se encuentra con que las tropas alemanas ya habían ocupado la ciudad adelantándose al avance del Ejército Rojo, siendo invitado por un grupo de oficiales alemanes a la sede alemana para compartir el desayuno con su comandante, el general Heinz Guderian. Krivoshéin aceptó, y tras una breve charla, las tropas alemanas acordaron retirarse al oeste de la línea de demarcación previamente acordada y entregar la ciudad y su fortaleza a las fuerzas soviéticas.

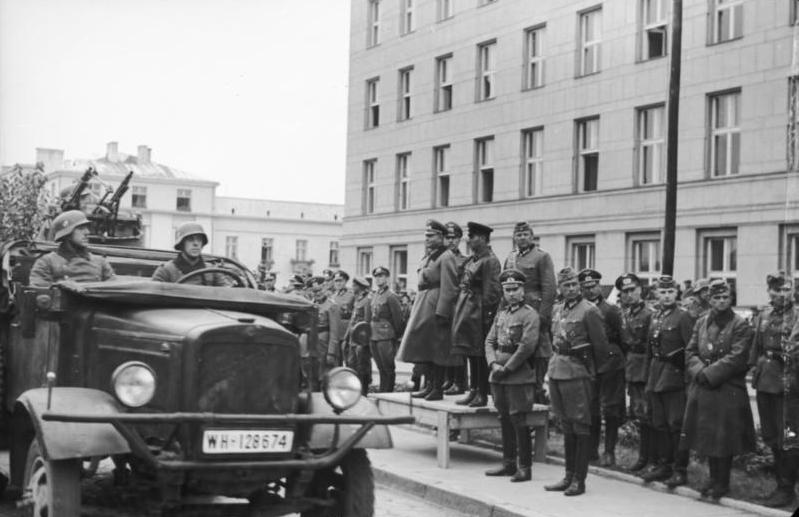
Semión Krivoshéin (derecha) y Heinz Guderian (centro) en el desfile alemán-soviético en Brest el 22 de septiembre de 1939

Durante la reunión, Guderian propuso un desfile conjunto de tropas soviéticas y alemanas a través de la ciudad, incluyendo una línea de soldados de ambos ejércitos en la plaza central. Krivoshéin declinó la propuesta, teniendo en cuenta el agotamiento de las tropas soviéticas después de una prolongada marcha, pero se comprometió a suministrar una banda de música militar y unos cuantos batallones para acompañar el desfile de las tropas alemanas, y de acuerdo con la solicitud de Guderian, acordaron presidir juntos la ceremonia. El desfile militar alemán-soviético tuvo lugar en Brest el 22 de septiembre de 1939 y fue grabado para los noticieros alemanes.
El siguiente viaje de servicio de Krivoshéin con su brigada de tanques fue en contra de Finlandia, durante la guerra de Invierno de 1939-40. Los efectivos militares de esta pequeña nación sorprendieron a los agresores con su inflexible determinación, pero Krivoshéin luchó con distinción y su promoción fue rápida. En menos de dos años pasó de comandante en una división de fusileros motorizada y una división de tanques a comandante de las fuerzas de tanques del Distrito Militar Especial del Báltico.
Con la restauración por parte del Ejército Rojo de los rangos convencionales de la graduación de oficiales superiores (generales), el 4 de junio de 1940, es nombrado mayor general. En abril de 1941, Krivoshéin recibió el mando del 25.º Cuerpo Mecanizado.

### Segunda Guerra Mundial

#### Reforma de las Fuerzas blindadas soviéticas, 1941-1943
Después de la invasión alemana de la Unión Soviética el 22 de junio de 1941, el 25.º del Cuerpo Mecanizado bajo el mando de Krivoshéin llevó a cabo operaciones ofensivas y defensivas contra las tropas alemanas en el área de las ciudades de Rogachov, Zhlobin y Gómel. Pronto participó en la defensa de Moguiliov, en el curso de estas batallas consiguió detener temporalmente al 2.º Panzergruppe alemán al mando de Heinz Guderian, cerca de Gómel. El competente mando de Krivoshéin fue una de las raras excepciones en esta etapa de la guerra.
Las fuerzas de tanques soviéticas eran muy inferiores en relación con los Panzers alemanes y en la comprensión moderna de la guerra blindada, y no lograron detener el ataque alemán. Al fin de aprender de la experiencia de las batallas, el alto mando soviético se embarcó en una reforma fundamental de sus fuerzas blindadas y decidió que necesitaba a Krivoshéin para entrenar a las fuerzas blindadas del Ejército Rojo en la guerra de movimientos, incluso más de lo que se lo necesitaba en el combate.
En 1941-1943, Krivoshéin era jefe de la Dirección principal de las Fuerzas de Tanques del Ejército Rojo. La formación de la tripulación de los tanques soviéticos tuvo que responder a los constantes cambios y demandas que exigían los nuevos tanques a las tripulaciones y buscar el mejor número de tanques en formación para el combate. El esfuerzo de Krivoshéin llevó a un marcado aumento en la capacidad de lucha de los blindados soviéticos, pero él siempre trató de volver al combate.

#### Batalla de Kursk
En 1943, cuando el Ejército Rojo se preparaba para la decisiva batalla de Kursk, Krivoshéin recibió la jefatura del 3.er Cuerpo Mecanizado, encuadrado dentro del 1.er Ejército de Tanques bajo el mando de Mijaíl Katukov en el Frente de Vorónezh al mando de Nikolái Vatutin. Él y Katukov fueron los mejores estrategas en la defensa de las fuerzas blindadas del Ejército Rojo. El alto mando soviético asignó a Krivoshéin una tarea crucial para luchar como primer escalón en la parte sur del saliente de Kursk contra el Grupo de Ejércitos Sur alemán al mando del mariscal de campo Erich von Manstein. Krivoshéin tomó posición en la ciudad de Oboyán, junto con el 6.º Cuerpo de Tanques en Prójorovka, en la óblast de Bélgorod, durante la batalla que los enfrentó contra el peso principal del asalto alemán y contra una superior División Panzer del general Hermann Hoth.
Las fuerzas de Krivoshéin se encontraban en situación de desventaja extrema técnica contra los Panzers alemanes. Contra su cuerpo, los alemanes desplegaron sus poderosos tanques Tiger I, armados con cañones de 88 mm y con un alcance aproximadamente dos kilómetros. El tanque soviético T-34 tenía una menor potencia de fuego, puesto que estaba equipado con un cañón de 76,2 mm con un menor alcance. En el primer día de la batalla, el 6 de julio de 1943, los alemanes utilizaron tanques Panzer VI Tiger, junto con sus enormes y poderosos tanques anticarros Elefant en un ataque contra Krivoshéin. Después de intensos y tenaces combates, al final del día, los Panzers alemanes penetraron las defensas soviéticas en el punto de unión entre el 3.º Cuerpo Mecanizado y el 6.º Cuerpo de Tanques, pero los tanques soviéticos se mantienen en el terreno. A la mañana siguiente, el 7 de julio, Hoth envía el grueso de los Panzers alemanes contra Krivoshéin. A su vez, Katukov, Vatutin y Krivoshéin recibieron nuevos refuerzos. En una batalla campal Krivoshéin resistió el asalto alemán. Al final del día un reconocimiento aéreo alemán informó a Hoth: «Los rusos no se están quedando atrás. Ellos siguen allí en línea. Nuestros tanques se detienen. Están ardiendo...»
Al día siguiente, 8 de julio, Manstein y Hoth, en su desesperación, decidieron apostar por un nuevo ataque. En virtud del masivo asalto alemán, Krivoshéin retiró su cuerpo a una nueva posición de defensa, sin embargo los alemanes no pudieron abrirse paso a través de su línea del frente. Incapaz de derrotar a Krivoshéin, el 9 de julio de 1943, Hoth redirigió su ataque contra el 6.º Cuerpo de tanques en los alrededores de Prójorovka, dejando su flanco derecho expuesto.
El 12 de julio, el poderoso 5.º Ejército de Tanques de Pável Rótmistrov se estrelló contra el flanco de Hoth y asestó un golpe mortal a los Panzers alemanes. El 1.er Ejército de Tanques también se unió al contraataque. Al final del día, Hoth, que había sufrido terribles pérdidas, se retiró. La Wehrmacht había perdido la mayor batalla de tanques de la historia, y el Ejército Rojo en efecto, había ganado la guerra. Debido al extraordinario valor demostrado por los soldados bajo su mando, el 3.er Cuerpo Mecanizado se convirtió en el 8.º Cuerpo Mecanizado de Guardias. Krivoshéin fue ascendido a teniente general y galardonado con la Orden de Suvórov de 1.er grado, por su destacado papel durante la batalla.
Durante la batalla, el 1.er Ejército de Tanques primero fue severamente debilitado y solo disponía de 141 en su flanco izquierdo. El cuerpo de Krivoshéin fue el único que perdió casi el 90% de sus cuadros de mando. A pesar de estas pérdidas, Vatutin ordenó al agotado 1.er Ejército de Tanques pasar a la ofensiva en la operación Bélgorod-Járkov, pero, después de un espectacular avance inicial, fue detenido y la Stavka le ordenó que se retirara con el fin de prepararse para un combate futuro.
Después de recibir nuevos refuerzos y de reponer el material perdido, en diciembre de 1943, el cuerpo de Krivoshéin fue enviado, junto con el resto del 1.er Ejército de Tanques de la Guardia del 1.er Frente Ucraniano de Iván Kónev, a la ofensiva del Dniéper-Cárpatos donde Krivoshéin encabezó la punta de lanza del ataque de Kónev que llevó a la expulsión de los alemanes del margen derecho del río Dniéper y a la completa liberación de Ucrania.

#### De Bielorrusia a Berlín
Krivoshéin fue gravemente herido en la batalla y estuvo recuperándose durante varios meses. Más tarde, en 1944, recibió el mando del 1.er Cuerpo mecanizado y luchó en la Operación Bagratión, en el curso de la cual el Grupo de Ejércitos Centro alemán fue prácticamente aniquilado y los alemanes fueron expulsados de Bielorrusia y de la parte oriental de Polonia hasta el río Vístula. Posteriormente, combatió en la ofensiva del Vístula-Óder donde en menos de un mes las tropas soviéticos cruzaron la llanura polaca desde el río Vístula hasta alcanzar la Línea Óder-Neisse, situándose a menos de 70 kilómetros de Berlín. Los alemanes sufrieron graves bajas tanto en hombres como en material, mientras que el avance soviético dejó aisladas a muchas de sus unidades en Breslau, Poznan, Pomerania y Prusia Oriental.
En los últimos días de la guerra, en la primavera de 1945, Krivoshéin llevó su cuerpo a la vanguardia del Primer Frente Bielorruso del Mariscal de la Unión Soviética Gueorgui Zhúkov en la Batalla de Berlín. Stalin concedió a Zhúkov el honor de conquistar Berlín. Fue un reconocimiento de la legitimación exclusiva de Krivoshéin ante los generales de los blindados que Zhúkov le había confiado para dirigir los Ejércitos soviéticos en el triunfo final sobre Alemania. Krivoshéin había reducido las defensas alemanas fuertemente fortificadas y escalonadas en la crítica batalla de las Colinas de Seelow y se abrió paso hasta el edificio del Reichstag.
Por decreto del Presídium del Sóviet Supremo de la URSS del 29 de mayo de 1945, el teniente general de las fuerzas blindadas Semión Moiséievich Krivoshéin recibió el título de Héroe de la Unión Soviética con la Orden de Lenin y la medalla de la Estrella de Oro (N.º 5869) por el mando hábil del cuerpo y el coraje personal mostrado durante la batalla de Berlín.

### Posguerra
Krivoshéin continuó como Comandante del 1.er Cuerpo mecanizado (pronto reorganizado como 1.ª División Mecanizada) integrado en el Grupo de Fuerzas Soviéticas en Alemania. Hasta 1946, cuando fue nombrado Jefe del Departamento de fuerzas blindadas y mecanizadas de la Academia Militar Frunze. En 1950, fue trasladado a Odesa como Comandante de las fuerzas blindadas y mecanizadas del Distrito Militar de Odesa. En noviembre de 1952, se graduó en la Academia Militar Superior del Estado Mayor, pero después de su graduación ya no recibiría ningún nuevo nombramiento.
La muerte de Stalin, en marzo de 1953, puso fin a la carrera militar de Krivoshéin cuando el nuevo dirigente de la Unión Soviética Nikita Jruschov comenzó a reducir el enorme Ejército Soviético. Así pues, el 4 de mayo de 1953, el Ministerio de Defensa lo retiró después de treinta y cinco años de servicio. Pasó el último cuarto de siglo de su vida escribiendo cuatro libros basados en sus memorias de las guerras en que participó.
Semión Moiséievich Krivoshéin murió el 16 de septiembre de 1978 en Moscú, y fue enterrado en el Cementerio de Kúntsevo (sección 9-3).

## Promociones
- Coronel (29 de enero de 1936)
- Kombrig (17 de abril de 1937)
- Mayor general (4 de junio de 1940)
- Teniente general de Tanques (21 de agosto de 1943).[10]

## Condecoraciones

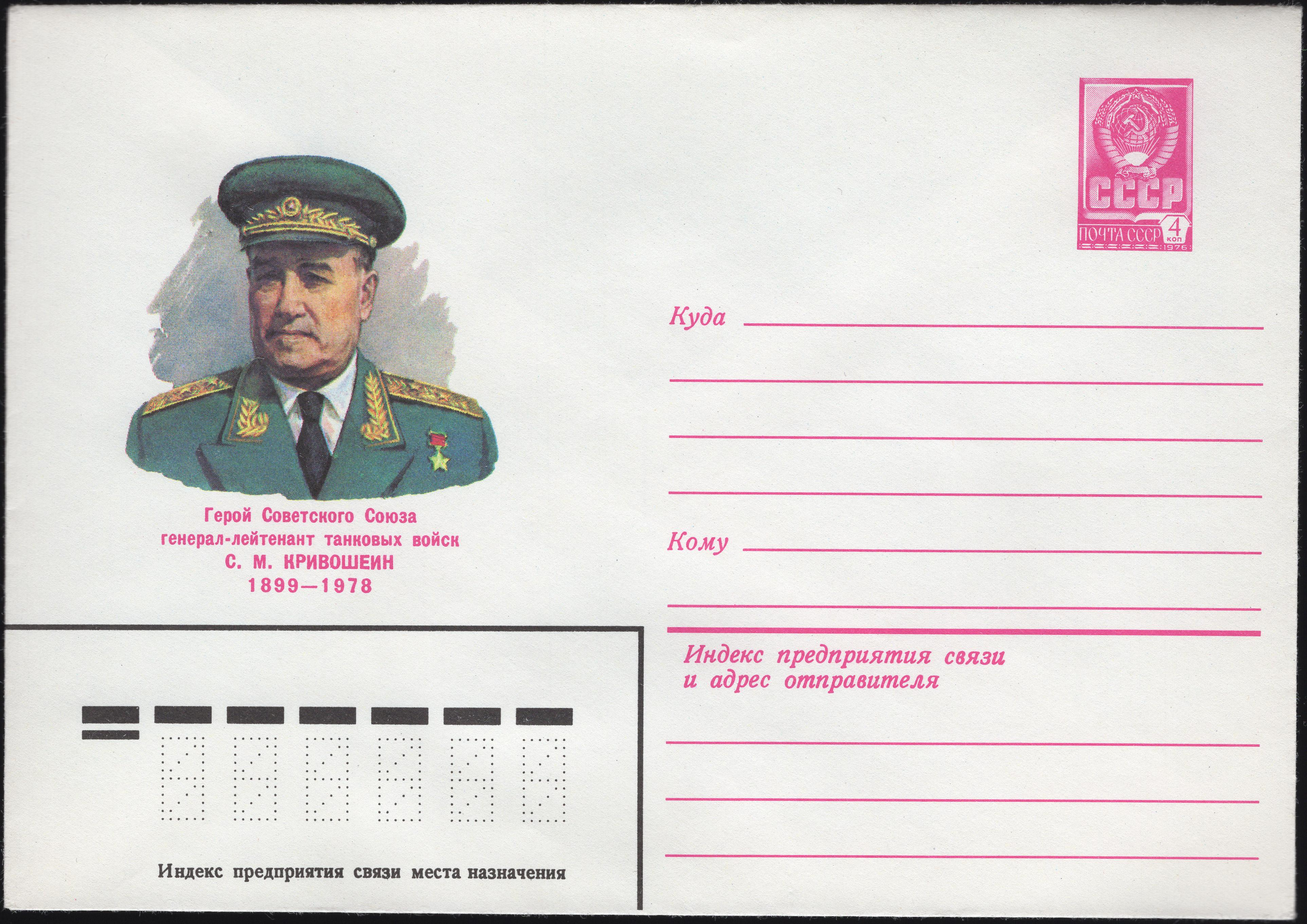
Sobre postal soviético de 1979 ilustrado con el retrato de Semión Krivoshéin

Semión Moiséievich Krivoshéin recibió las siguientes condecoraciones:
- Héroe de la Unión Soviética (29 de mayo de 1945)
- Orden de Lenin, tres veces
- Orden de la Bandera Roja, tres veces
- Orden de Suvórov de 1.er grado
- Orden de Kutúzov de 1.er grado
- Orden de la Estrella Roja
- Medalla por el Servicio de Combate
- Medalla Conmemorativa por el Centenario del Natalicio de Lenin
- Medalla por la Victoria sobre Alemania en la Gran Guerra Patria 1941-1945
- Medalla por la Defensa de Moscú
- Medalla por la Conquista de Berlín
- Medalla Conmemorativa del 20.º Aniversario de la Victoria en la Gran Guerra Patria de 1941-1945
- Medalla Conmemorativa del 30.º Aniversario de la Victoria en la Gran Guerra Patria de 1941-1945
- Medalla de veterano de las Fuerzas Armadas de la URSS
- Medalla del 20.º Aniversario del Ejército Rojo de Obreros y Campesinos
- Medalla del 30.º Aniversario de las Fuerzas Armadas de la URSS
- Medalla del 40.º Aniversario de las Fuerzas Armadas de la URSS
- Medalla del 50.º Aniversario de las Fuerzas Armadas de la URSS
- Medalla del 60.º Aniversario de las Fuerzas Armadas de la URSS
- Orden de la Cruz de Grunwald (República Popular de Polonia)
- Medalla por Varsovia 1939-1945 (República Popular de Polonia)
- Medalla por el Oder, Neisse y el Báltico (República Popular de Polonia)

## Ensayos
Semión Moiséievich Krivoshéin escribió varios libros de memorias sobre su experiencia en la Segunda Guerra Mundialː
- Krivoshéin Semión M. A través de las tormentas. - Moscú: Molodaya gvárdiya, 1959.- 253 p. - ISBN 100-0-00004-624-6.
- Krivoshéin Semión M. Rátnaya byl (Historia de guerra) - Moscú: Rusia soviética, 1962.- 254 p.
- Krivoshéin Semión M. Mezhduburie (Entre tormentas). - Vorónezh: Tsentralno-Chernoziómnoe Knízhnoe Izdátelstvo, 1964. - 280 p.
- Krivoshéin Semión M. Chongárs. - Moscú: Rusia soviética, 1975.- 272 p.